# Al-Muzaffar Rukn al-Din Baybars al-Jashankir
Al-Muzaffar Rukn al-Din Baybars al-Jashankir (in arabo بيبرس الجاشنكير‎?; ... – Il Cairo, 5 aprile 1310) è stato un sultano egiziano, dodicesimo della Dinastia Bahri.
Fu un mamelucco circasso del Sultano Sayf al-Dīn Qalāwūn al-Alfi al-Manṣūr (Qalawun); governò l'Egitto e la Siria nel 1309, tra il secondo ed il terzo regno di al-Nāṣir Muḥammad, il figlio di Qalawun.

## Biografia
Al-Muzaffar. Rukn al-Din Baybars al-Jashankir è stato un mamelucco circasso di Qalawūn, promosso al rango di degustatore, assaggiatore del cibo (jāshankīr) del sultano.
Nel gennaio del 1299, al-Nāṣir Muḥammad fu eletto sultano per la seconda volta, ma aveva solo quattordici anni e rimase a norma di legge religiosa sotto la tutela di due Emiri rivali: Rukn al-Dīn Baybars e Sayf al-Dīn Salār · . 
Baybars era il maggiordomo (ustadar) del giovane sultano.
Col passare degli anni, al-Nāṣir Muḥammad sopportò sempre meno la tutela dei due emiri. Tentò di fermarli ma rinunciò per i rischi di tale operazione. Nel 1309, al-Nāṣir Muḥammad pretese di adempiere al dovere religioso del pellegrinaggio alla Mecca, accompagnato dai suoi due tutori. 

Si fermò ad al-Karak e avvertì che non avrebbe proseguito il proprio percorso verso La Mecca. I due emiri gli imposero a quel punto di abdicare, cosa che egli fece, e Rukn al-Din Baybars fu quindi nominato sultano sul campo. 

Al-Nāṣir Muhammad tuttavia ottenne discretamente il sostegno dei governatori di Homs e Aleppo, favorevoli a lui. 
Le minacce di Rukn al-Dīn Baybars rimasero senza effetto perché al-Nāṣir Muhammad riuscì a radunare un esercito più forte del suo rivale.
Sayf al-Dīn Salār tentò allora di riconciliarsi con al-Nāṣir Muhammad, mentre Rukn al-Dīn Baybars abdicò e fuggì. Fu catturato e strangolato davanti ad al-Nāṣir Muhammad.
Sayf al-Din Salār fu arrestato e la sua fortuna fu confiscata.
Il 5 aprile 1310, al-Nāṣir Muhammad salì sul trono per la terza volta.